# Старі Гончарі
Старі Гончарі́ —  село в Україні, у Новослобідській сільській громаді Конотопського району Сумської області. Населення становить 65 осіб. До 2017 орган місцевого самоврядування — Князівська сільська рада.

## Географія
Село Старі Гончарі знаходиться на березі річки великого іригаційного каналу. На відстані до 1 км розташовані села Ширяєве і Нові Гончарі. До села примикає лісовий масив ліс Ширяївський.

## Історія
12 червня 2020 року, відповідно до розпорядження Кабінету Міністрів України № 723-р «Про визначення адміністративних центрів та затвердження територій територіальних громад Сумської області», село увійшло до складу Новослобідської сільської громади.
19 липня 2020 року, в результаті адміністративно-територіальної реформи та ліквідації Путивльського району, увійшло до складу новоутвореного Конотопського району.